# Ashlyn Pearce
Ashlyn Pearce, née le 8 juillet 1994 à Mill Creek, dans l'État de Washington, est une actrice américaine.

## Biographie
À 11 ans, elle commence le tennis et accède au premier rang du classement de la région Pacific Nord ouest.
À 16 ans, elle déménage avec sa mère à Los Angeles afin de commencer une carrière d'actrice et de modèle. Elle mesure 1,73m. Elle apparaît dans les magazines Vogue, Elle, Harper’s Bazaar et Cosmopolitan.
Elle obtient en 2013 le rôle d'Aly Forrester dans le feuilleton Amour, Gloire et Beauté, qui est son premier grand rôle en tant qu'actrice principale, dans une série. Le personnage y est perturbé par le décès de sa mère. En 2015, son personnage décède à la suite d'une altercation mouvementée avec sa cousine Steffy Forrester, qu'elle tient responsable en grande partie du décès de sa mère, étant la fille de Taylor, celle qui a accidentellement tué sa mère.

## Filmographie

### Cinéma
- 2011 : Chapter I: Encounter (Court-métrage) : Ashlyn
- 2011 : Chapter II: First Date (Court-métrage) : Ashlyn
- 2011 : Chapter III: Nightmare (Court-métrage) : Ashlyn
- 2012 : The Madame (Court-métrage) : Anya
- 2014 : Saudade (Court-métrage) : Lucy
- 2016 : 5150 : Autumn
- 2018 : Foreign Exchange : Camilla

### Télévision
- 2013-2015 : Amour, gloire et beauté (The Bold and Beautiful) (Série TV) : Alexandria Forrester
- 2016 : Salem (Série TV) : Alice
- 2017 : Hand of God (Série TV) : Denise Murphy
- 2017 : American Vandal (Série TV) : Abby Whitehead